# Cyprinodontoidei
Sous-ordre
Les Cyprinodontoidei sont un sous-ordre de poissons Cyprinodontiformes.

## Systématique
Le sous-ordre des Cyprinodontoidei a été créé en 1996 par les ichtyologistes Brian S. Dyer (d) et Barry Chernoff (d).

## Liste des familles
D'après Fishes of the World (4e édition) :
- famille Anablepidae Garman, 1895
- famille Cyprinodontidae Gill, 1865
- famille Fundulidae Jordan & Gilbert, 1882
- famille Goodeidae Jordan, 1923
- famille Poeciliidae Garman, 1895
- famille Profundulidae Hoedeman & Bronner, 1951
- famille Valenciidae Parenti, 1981